# Francis Bruguière

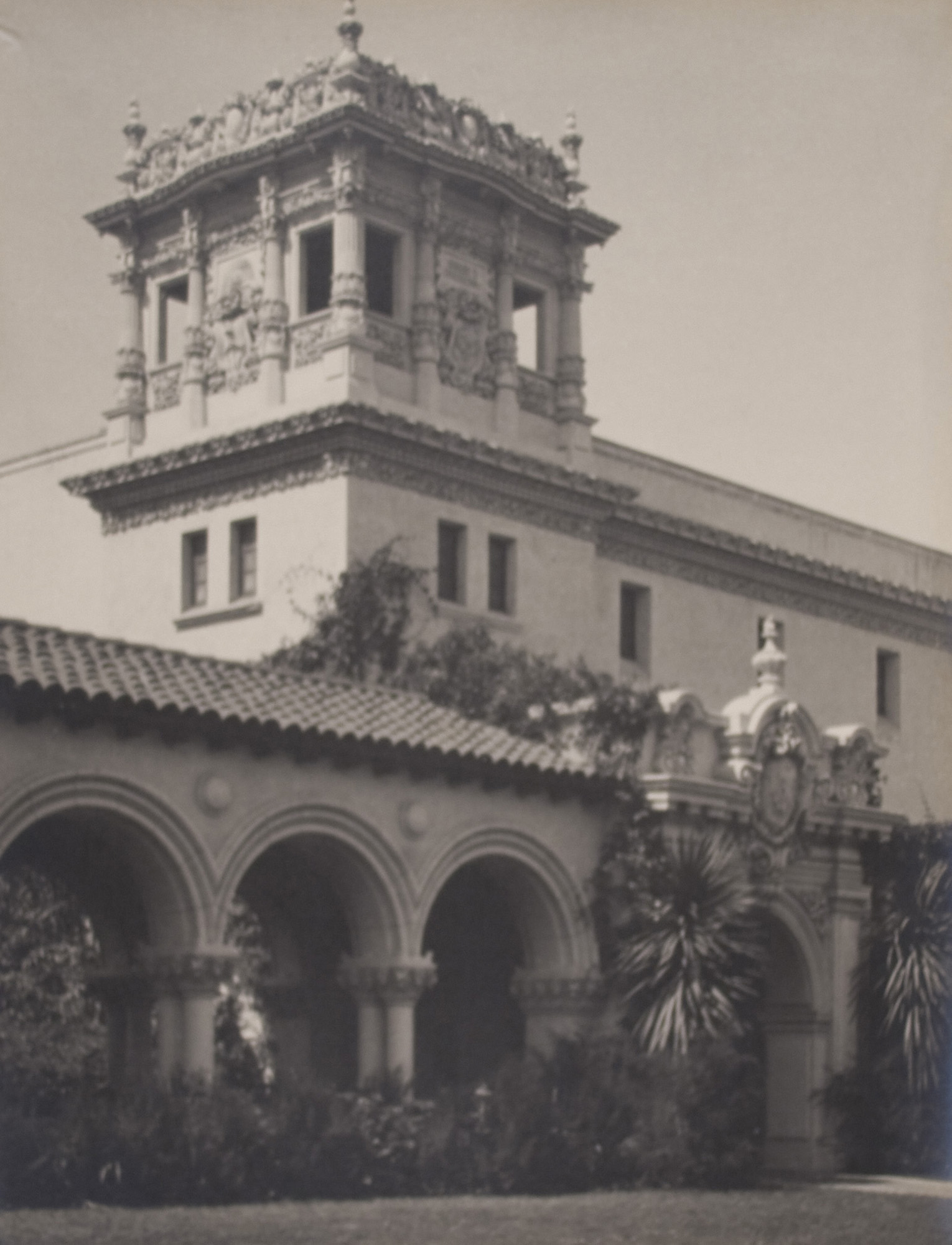
Colonade to Foreign Arts Building, 1915, Panama–California Exposition

Francis Joseph Bruguière (15. října 1879 – 8. května 1945) byl americký fotograf.

## Životopis
Francis Bruguière se narodil v San Franciscu v Kalifornii Emile Antoine Bruguièrovi (1849–1900) a Josephině Frederikke (Sather) Bruguièrové (1845–1915). Byl nejmladším ze čtyř synů narozených v bohaté rodině bankéře a vzdělával se u soukromých učitelů. Jeho bratři byli malíř a lékař Peder Sather Bruguière (1874–1967), Emile Antoine Bruguiere junior (1877–1935) a Louis Sather Bruguière (1882–1954), který si vzal bohatou dědičku Margaret Post Van Alenovou. Byl také vnukem bankéře Pedera Sathera. Jeho matka zemřela v roce 1915 potopením britského námořního parníku SS Arabic německou ponorkou.
V roce 1905, když studoval malbu v Evropě, se Bruguière seznámil s fotografem a promotérem moderního umění Alfredem Stieglitzem (který ho přijal jako člena spolku Fotosecese) a založil studio v San Francisku, pořizoval piktorialistické snímky města po zemětřesení a požáru; některé z nich byly v roce 1918 reprodukovány v knize San Francisco. Byl kurátorem fotografické výstavy v 1915 Panama-Kalifornie expozice v San Diegu, a devět jeho fotografií bylo v knížce Evanescent City (1916) od George Sterlinga.
V roce 1918 po úpadku rodinného bohatství se odstěhoval do New Yorku město kde se živil fotografováním pro Vanity Fair, Vogue a Harper's Bazaar. Brzy byl jmenován oficiálním fotografem New York Theatre Guild. V této funkci fotografoval britskou divadelní herečku Rosalinde Fullerovou, která debutovala v What's in a Name? (1920) a stala se jeho celoživotní partnerkou.
Během svého života Bruguière experimentoval s vícenásobnou expozicí, solarizací (několik let před Man Rayem), abstrakty, fotogramy a citlivostí komerčně dostupných filmů na světlo různých vlnových délek. Až do jeho samostatné výstavy v Art Centru v New Yorku v roce 1927, svojí práci ukazoval pouze přátelům.
V roce 1927 se odstěhovali do Londýna, kde byl spolutvůrcem prvního britského abstraktního filmu Light Rhythms s Oswellem Blakestonem. Dlouho se myslelo, že se film ztratil, ale byl obnoven. Během druhé světové války se vrátil k malbě.

## Galerie

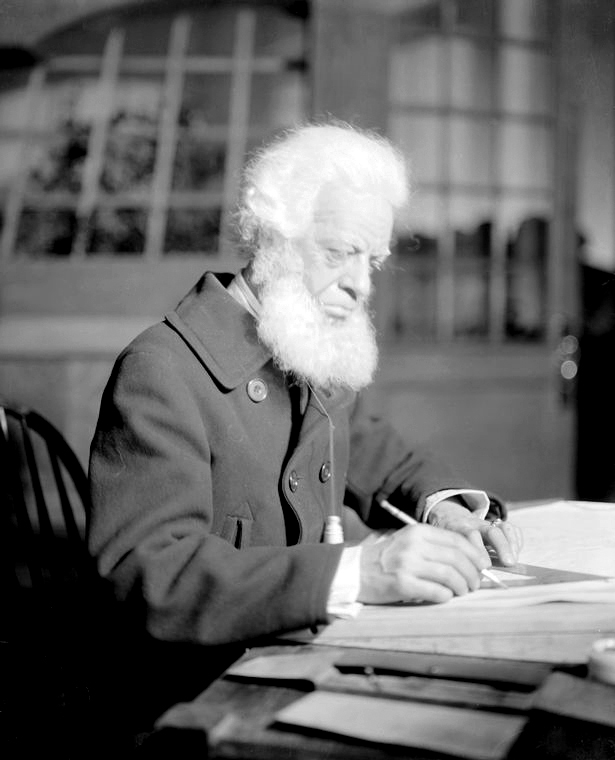
Albert Perry jako kapitán Shotover v Heartbreak House, Broadway, 1921
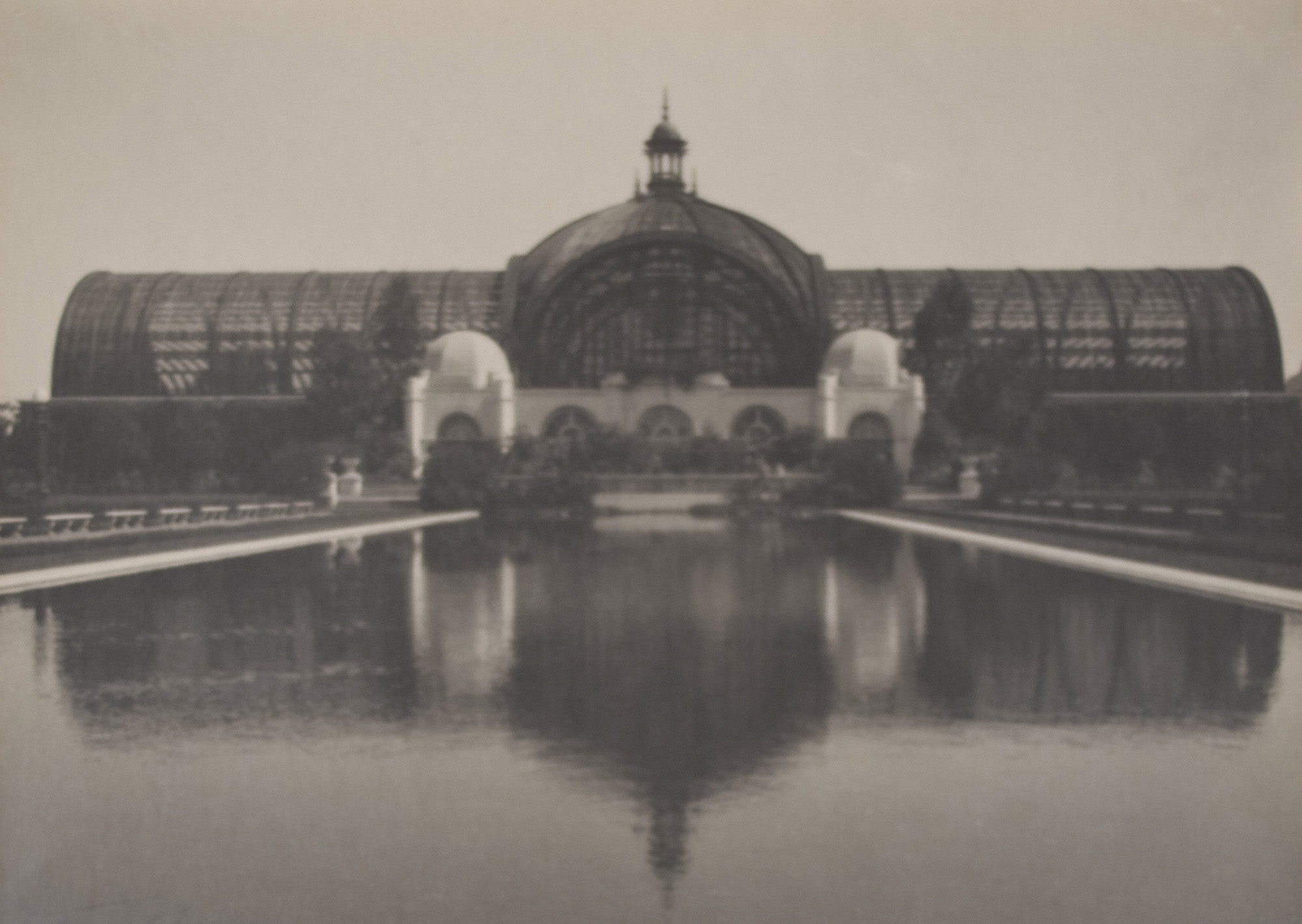
Botanical Pavillion (Výstava Panama-California Exposition), 1915
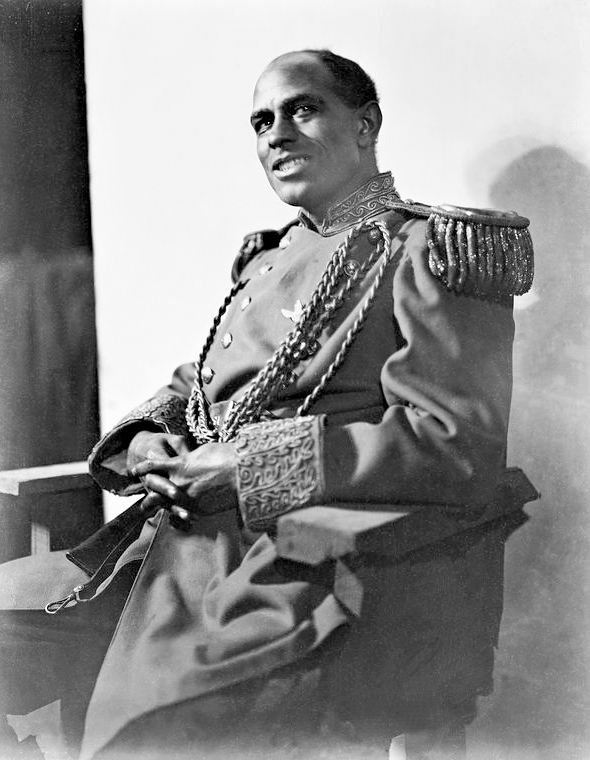
Charles S. Gilpin ve hře The Emperor Jones, 1921
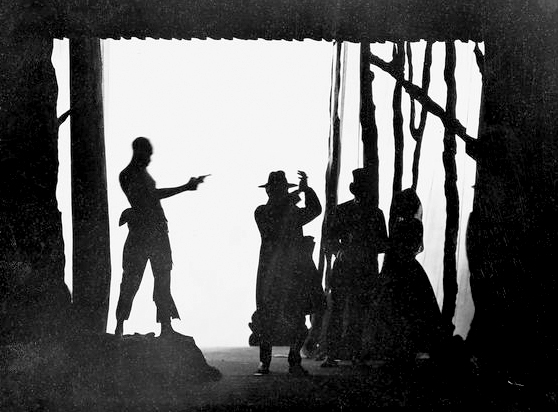
Charles S. Gilpin ve hře The Emperor Jones, 1921
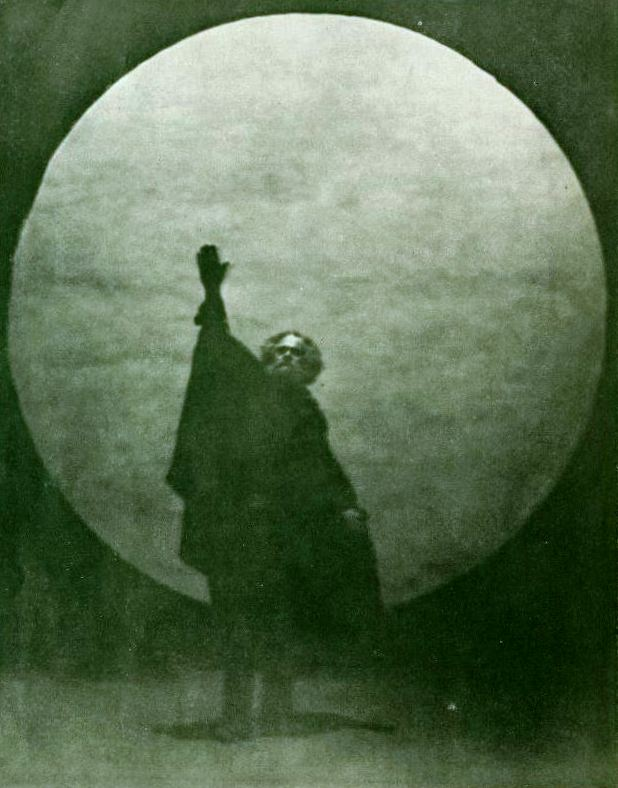
Maclarenova interpretace básníka Walta Whitmana, 1922
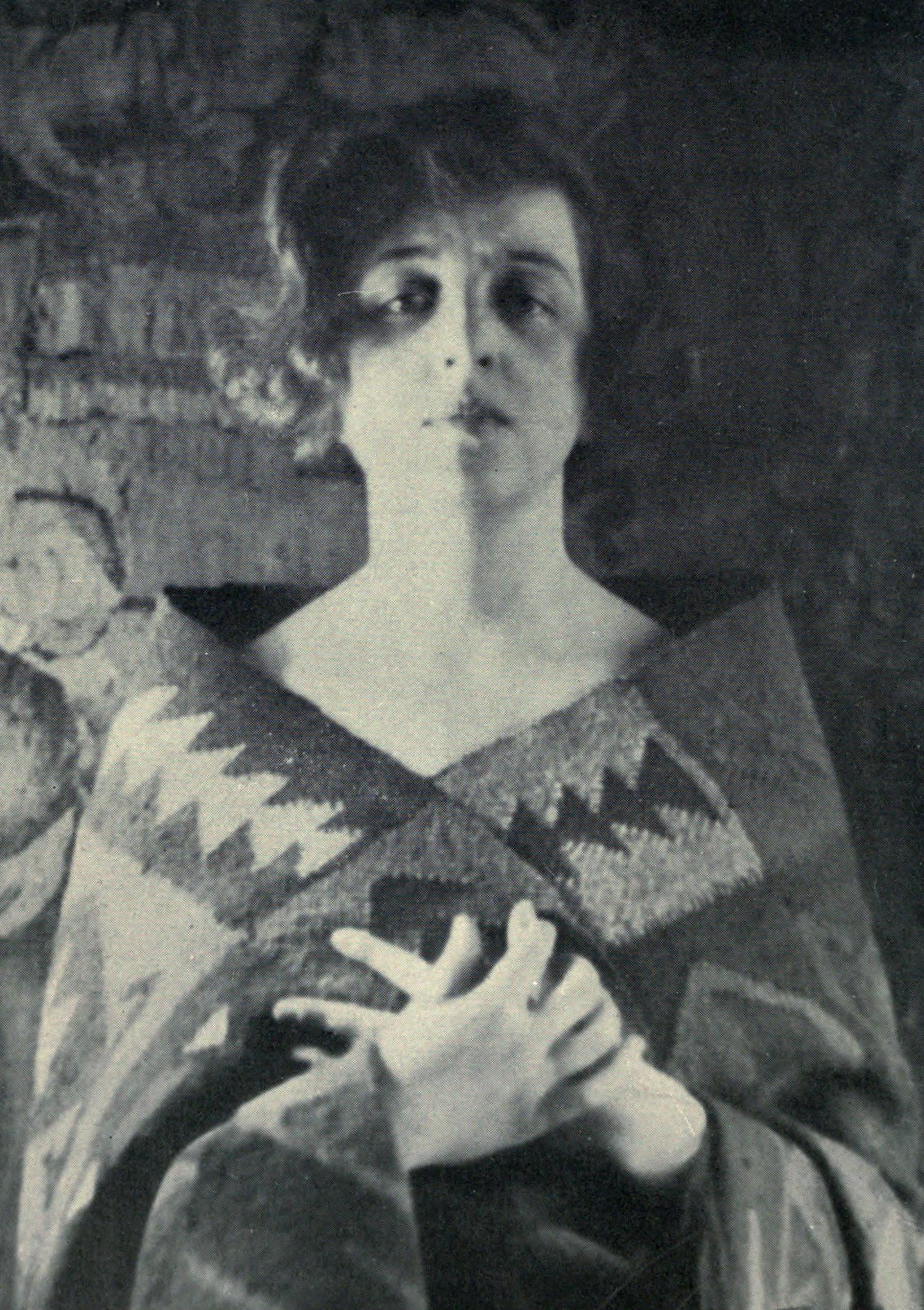
Clare Frewen Sheridan, asi 1922